# 板塊重建
板塊重建（英語：plate reconstruction）
是指重建各構造板塊在過去不同地質時期相對於其它板塊（相對運動）或其他參考坐標（例如地球磁場或的熱點組）的位置。這種重建有助於研究過去超大陸的形狀和組成，並提供重建古地理的基礎資料。

### 鑒定板塊邊界
重建過去構造板塊的組成和形狀首先必須先研判，在過去某個時間内，在岩石圈内每個獨立的板塊的邊緣。

#### 現在的板塊邊界
大多數目前的板塊邊界是很容易從近期地震活動識別出來。 然後根據大地測量數據（如 GPS/GNSS）來確認板塊之間有一定的相對活動。

#### 過去的板塊邊界
識別過去（但現在不活躍）的板塊邊界，一般是根據已經關閉海洋的證據。在碰撞帶中，蛇綠岩就代表過去海洋地殼的碎片。  當兩個板塊合并在一起時，在其連接形綫形成一個縫合帶。在許多造山帶中，板塊之間的碰撞不僅發生在兩個板塊之間。碰撞在造山活動中也能發生，這種碰撞是陸殼碎片或島弧被連續的推擠到板塊邊緣而形成板塊增生。